# أنتوني بورداين: أماكن غير معروفة
أنتوني بورداين: أماكن غير معروفة (بالإنجليزية: Anthony Bourdain: Parts Unknown)‏ هو برنامج أمريكي يُعنى بالسفر والطهي عُرِضَ على شبكة سي إن إن للمرة الأولى في 14 أبريل 2013. يجوب أنتوني بورداين العالم ليستكشف الأماكن الأقل شهرة ويتعرف على ثقافات وعادات سكانها في الطهي. فاز البرنامج بـ12 جائزة من جوائز الإيمي برايم تايم من بين 31 ترشيحًا، بالإضافة إلى فوزه بجائزة بيبودي عام 2013. فاز البرنامج الرقمي «استكشاف أماكن غير معروفة»، الذي أُنتج بشراكة تحريرية مع رودز وكينغدومز، بجائزة برايم تايم إيمي لفئة أفضل برنامج قصصي قصير أو واقعي. في خريف 2018، عرض برنامج أماكن غير معروفة آخر مجموعة من الحلقات على شبكة سي إن إن. بُثت الحلقة الأخيرة التي تحمل عنوان «لوور إيست سايد» في 11 نوفمبر 2018، التي أعادت رحلة الطاهي بورداين إلى مسقط رأسه في نيويورك.
كان بورداين يحضر لحلقة من برنامجه في ستراسبورغ بفرنسا عندما وافته المنية في 8 يونيو 2018.

## الحلقات
| الموسم | الحلقات | الحلقات | الأصلي         | الأصلي         |
| الموسم | الحلقات | الحلقات | الأول          | الأخير         |
| ------ | ------- | ------- | -------------- | -------------- |
| 1      | 8       | 8       | 14 أبريل 2013  | 9 يونيو 2013   |
| 2      | 9       | 9       | 15 سبتمبر 2013 | 10 نوفمبر 2013 |
| 3      | 9       | 9       | 13 أبريل 2014  | 8 يونيو 2014   |
| 4      | 9       | 9       | 28 سبتمبر 2014 | 16 نوفمبر 2014 |
| 5      | 9       | 9       | 26 أبريل 2015  | 21 يونيو 2015  |
| 6      | 9       | 9       | 27 سبتمبر 2015 | 15 نوفمبر 2015 |
| 7      | 8       | 8       | 24 أبريل 2016  | 5 يونيو 2016   |
| 8      | 10      | 10      | 24 سبتمبر 2016 | 4 ديسمبر 2016  |
| 9      | 9       | 9       | 23 أبريل 2017  | 2 يوليو 2017   |
| 10     | 8       | 8       | 1 أكتوبر 2017  | 26 نوفمبر 2017 |
| 11     | 8       | 8       | 29 أبريل 2018  | 24 يونيو 2018  |
| 12     | 7       | 7       | 23 سبتمبر 2018 | 11 نوفمبر 2018 |

### الموسم 1 (2013)
| ر. الإجمالي | ر. في الموسم | العنوان                 | تاريخ العرض الأصلي |
| --- | ------------ | ----------------------- | ------------------ |
| 1 | 1            | «ميانمار»               | 14 أبريل 2013      |
| مع الإصلاحات الطفيفة للسيطرة من قبل حكومة ميانمار (بورما) ، تمكن توني أخيرًا من استكشاف واحدة من أكثر المناطق الأسطورية والجمال في آسيا. |              |                         |                    |
| 2 | 2            | «كورياتاون، لوس أنجلوس» | 21 أبريل 2013      |
| يزور توني منطقة لوس أنجلوس التي تبلغ مساحتها ثلاثة أميال مربعة والمعروفة باسم كورياتاون، حيث يجد مجتمعًا متماسكًا لا يزال يتميز بأعمال شغب رودني كينج عام 1992. يسافر توني في جميع أنحاء المجتمع مع الشيف روي تشوي والفنان ديفيد تشوي لمعرفة مدى تطور المدينة وكيف اندمجت الثقافات الأخرى في كورياتاون، ولرؤية كيف كان نشأتك كورية أمريكية. |              |                         |                    |
| 3 | 3            | «كولومبيا»              | 28 أبريل 2013      |
| لقد تغير الوجه العام لكولومبيا بشكل كبير خلال السنوات العشر الماضية ولا يزال يتغير للأفضل. سيستكشف توني عدة مناطق من البلاد من الجبال نزولاً إلى ساحل البحر الكاريبي إلى أوراق الكوكا التي تنمو في الداخل والتي كانت تسيطر عليها في السابق عصابات المخدرات.                                                                                |              |                         |                    |
| 4 | 4            | «كيبك»                  | 5 مايو 2013        |
| يسافر بوردان إلى مقاطعة كيبك حيث يتذوق الأطباق المحلية في مونتريال ومدينة كيبك ويستكشف صيد الأسماك على الجليد وصيد القندس ويقضي الوقت مع اثنين من أمتع وأشهر الطهاة / أصحاب المطاعم في كندا، ديف ماكميلان من جو بيف وفريد مورين. |              |                         |                    |
| 5 | 5            | «المغرب (طنجة)»         | 12 مايو 2013       |
| يستكشف توني "منطقة طنجة الدولية"، حيث سعى فنانون مثل بوروز وبولز ورولينج ستونز للهروب من المحظورات الأخلاقية الغربية وإمكانيات المساحات الفارغة الكبيرة. |              |                         |                    |
| 6 | 6            | «ليبيا»                 | 19 مايو 2013       |
| موسيقى الهيب هوب الليبية والمطاعم الإيطالية والولاءات القبلية وعدم اليقين بعد الحرب في ليبيا. ينظر بوردان إلى البلاد من خلال القصص الشخصية والطعام وموسيقى مغني الراب المناهضين للقذافي الذين عادوا للقتال. |              |                         |                    |
| 7 | 7            | «بيرو»                  | 2 يونيو 2013       |
| يستكشف توني وصديقه، الشيف المشهور عالميًا إريك ريبير، المناطق النائية من جبال الأنديز الأصلية بحثًا عن مجموعة متنوعة نادرة من الكاكاو البري الذي يُقال إنه الأفضل في العالم. ينتقلون من ليما الحديثة إلى الوراء في الوقت المناسب إلى بيرو قبل كولومبوس.                                                                                      |              |                         |                    |
| 8 | 8            | «كونغو»                 | 9 يونيو 2013       |
| يزور توني الكونغو، مكان إعداد أحد كتبه المفضلة، قلب الظلام لجوزيف كونراد، وأساس أحد أفلامه المفضلة، القيامة الآن. |              |                         |                    |

### الموسم 2 (2013)
| ر. الإجمالي | ر. في الموسم | العنوان        | تاريخ العرض الأصلي |
| --- | ------------ | -------------- | ------------------ |
| 9 | 1            |                | 15 سبتمبر 2013     |
| عرض استعادي للموسم الأول ومعاينة الموسم الثاني. |              |                |                    |
| 10 | 2            | «القدس»        | 15 سبتمبر 2013     |
| يقوم المضيف والطاقم بأول رحلة إلى إسرائيل والضفة الغربية وغزة. في حين أن الوضع السياسي غالبًا ما يكون متوترًا بين الناس الذين يعيشون في هذه المناطق، يركز بوردان على تاريخهم الثري؛ الغذاء والثقافة؛ ويقضي الوقت مع الطهاة المحليين والطهاة المحليين والكتاب وهواة الطعام. |              |                |                    |
| 11 | 3            | «إسبانيا»      | 22 سبتمبر 2013     |
| يستكشف أنتوني الأندلس خلال سيمانا سانتا (الأسبوع المقدس، الذي يسبق عيد الفصح)، وهو وقت مليء بالمباهج والإثارة الرائعة. ظهرت في هذه الحلقة زاك زامبوني، مدير التصوير الفوتوغرافي منذ فترة طويلة في بوردان، والذي يعيش بدوام جزئي في غرناطة ويظهر للمشاهد مشاهد خارج المسار المطروق ويغمرها في ثقافة التاباس. |              |                |                    |
| 12 | 4            | «نيومكسيكو»    | 29 سبتمبر 2013     |
| يلقي العرض نظرة فاحصة على مزيج الثقافات التي تشكل هذه الدولة الأمريكية الفريدة. يتذوق توني وطاقمه طعام نيومكسيكو - مزيج من التأثيرات الإسبانية والمتوسطية والمكسيكية وبيبلو وحتى تشاك واجن. نيو مكسيكو هي أيضًا أرض المخدرات والبنادق والمركبات الوحشية وربما كائنات فضائية. قد يكون أيضًا المكان المثالي لاستكشاف الجانب السفلي من نموذج رعاة البقر الغربي. |              |                |                    |
| 13 | 5            | «كوبنهاغن»     | 6 أكتوبر 2013      |
| تستكشف هذه الحلقة الطعام والجمال الطبيعي لمدينة كوبنهاغن، المركز الاقتصادي والثقافي للدنمارك. تركز الحلقة على الشيف رينيه ريدزيبي ومطعمه نوما الحائز على نجمتين ميشلان. تم تصنيف نوما على أنه "أفضل مطعم في العالم" في 2010 و2011 و2012 من قبل مجلة ريتسورانت. أطباق مميزة في نوما: "جوز الهند الاسكندنافي مع باقة من الزهور"؛ "طحلب الرنة مع عيش الغراب"؛ "ورق حميض متبل في جندب الثوم"؛ "أبليسكيفر"؛ "ثعبان البحر المدخن والروبيان المقدد والرنجة المخللة"؛ "سمك مشوي يعلوه بطارخ وملفوف الشاطئ"؛ "رؤوس البايك المشوية بأعشاب الشاطئ"؛ "خبز العجين المخمر المصنوع من الحبوب السويدية مع الزبدة البكر"؛ "الهليون المحمص على براعم التنوب مع صلصة الهليون الخضراء المشوية والأخضر الطازج"؛ "مرق مخالب سرطان البحر البري وبتلات الكبوسين"؛ "ذيل الكركند مع عصير رأسه مغطى بأوراق الكبوسين"؛ "بيض السمان المطبوخ في التبن"؛ "خبز مسطح متبل بأشجار التنوب والبلوط"؛ "آيس كريم غاميل دانسك بالحليب المجفف والحميض"؛ "البطاطس المطبوخة في الشعير المخمر تقدم مع بطارخ سمك الحفش الفنلندي"؛ "كرز بعمر سنتين مع ورود عمرها خمس سنوات"؛ "عصير من الكشمش الأسود، ملفوف بالورود البرية"؛ "البصل المشوي مع الكمثرى المخمر والملح المصنوع من نمل الخشب". "جلد الخنزير والشوكولاته مع التوت الأسود المجفف بالتجميد"؛ "حلوى التوت البري". عرض هوت دوغ في "جونز هودوغ ديلي": "هوت دوغ ديلوكس" الضيف المميز: الشيف أليساندرو بورسيلي ، مؤلف كتاب " كوك إت راو (بالإنجليزية: Cook it Raw)‏"؛ راسينغا وجوكر من مجتمع كريستيانيا؛ الموسيقار نيلز الأماكن المميزة: "حديقة تيفولي"؛ "كريستيانيا وشارعها الدافع" |              |                |                    |
| 14 | 6            | «صقلية»        | 13 أكتوبر 2013     |
| يستكشف موقع بارتس أنناون (بالإنجليزية: Parts Unknown)‏ أسلوب الحياة في صقلية، والذي يضع علاوة على تذوق الأسرة والحياة والطعام. يسافر بوردان بحثًا عن تلك الأطعمة بينما يأكل طريقه حول الجزيرة. إنه يتخذ مقره الرئيسي في فيلا موناس ، في ضواحي قطانية بصحبة أصدقائه المتحمسين وسريعي الحديث الذين يتصدون للإيقاع المريح بخلاف ذلك و"الطعام الإباحي" الملحمي لهذه الحلقة. |              |                |                    |
| 15 | 7            | «جنوب أفريقيا» | 20 أكتوبر 2013     |
| كانت جوهانسبرغ، التي كانت تعتبر ذات يوم أخطر مدينة في العالم، بالكاد تحتل المرتبة الخمسين الأولى. لكن نهاية الفصل العنصري أدت إلى تغييرات واسعة في المدينة. |              |                |                    |
| 16 | 8            | «طوكيو»        | 3 نوفمبر 2013      |
| سافر بوردان إلى طوكيو مرات لا حصر لها، لكنه في هذه الرحلة يبحث عن الجانب السفلي المظلم والمتطرف والغريب في فتشية في المدينة. اليابان هي مفارقة. إن معدل المواليد المنخفض والتفاني والتوافق وحياة الرجل المرتب معروفة جيدًا. هناك أيضًا ثقافة تنافسية وجامدة تفسح المجال لبعض الثقافات الفرعية الفريدة. يتم قضاء جزء كبير من الحلقة مع طاهي السوشي ياسودا. |              |                |                    |
| 17 | 9            | «ديترويت»      | 10 نوفمبر 2013     |
| يخطو بوردان إلى حياة سكان ديترويت الأصليين ويرى أيام مجد الماضي في مصنع باكارد الشهير ، والحالة الحالية للانهيار الحضري للمدينة ، ووعد المستقبل للمواطنين الذين يعيدون بناء مجتمعاتهم. |              |                |                    |

### الموسم 3 (2014)
| ر. الإجمالي | ر. في الموسم | العنوان                     | تاريخ العرض الأصلي |
| --- | ------------ | --------------------------- | ------------------ |
| 18 | 1            | «برايم كاتز: الموسم الثاني» | 13 أبريل 2014      |
| عرض استعادي للموسم الثاني ومعاينة الموسم الثالث. |              |                             |                    |
| 19 | 2            | «بنجاب، الهند»              | 13 أبريل 2014      |
| في العرض الأول للموسم، يغوص المضيف في ولاية البنجاب المتغيرة باستمرار برحلة إلى أمرتسر، وتذوق المأكولات في دهاباس (مطاعم على جانب الطريق)، ومهرجان غربرب (احتفال السيخ)، وتشابزلي إستايت ومطعم نباتي مجتمعي مجاني، بينما لقاء مع السكان المحليين الذين يقدمون وجهات نظرهم حول الحياة في هذه المنطقة المثيرة للجدل في بعض الأحيان في الهند، على الحدود مع باكستان. |              |                             |                    |
| 20 | 3            | «لاس فيغاس»                 | 20 أبريل 2014      |
| يسافر بورداين إلى لاس فيغاس، وهي مدينة تشتهر بالتساهل المفرط، مع مؤلف الطعام مايكل رولمان ويزور الأماكن التي تشمل هانترايدج تافيرن (في ظل الشريط)، ولوتس أوف سيام مع الشيف جيت تايلا والمطعم الشهير من قبل خوسيه أندريس. تناول العشاء توني مع بين جيليت لمناقشة المشهد الترفيهي المتغير باستمرار في لاس فيغاس. رئيس البلدية السابق أوسكار غودمان يتحدث عن رجال العصابات القدامى وفيجاس القديمة. يلعب لاعبو البوكر المحترفون إريك ليندجرين وإيريكا شوينبيرج أوراق اللعب مع توني ومايكل. |              |                             |                    |
| 21 | 4            | «ليون»                      | 27 أبريل 2014      |
| في هذه الحلقة التي تتمحور حول الطعام، يرافق بورداين الشيف / صاحب المطعم المشهور عالميًا دانيال بولود أثناء سفرهم عائدين إلى مسقط رأس بولود في ليون، فرنسا من أجل الحج "مرة واحدة في العمر" إلى ما يسمى مكة عن ثقافة الطعام الغنية في المطبخ الفرنسي والطهاة الأسطوريين، مع التركيز على مبتكر نوفيليو كوزين بول بوكوز. |              |                             |                    |
| 22 | 5            | «مدينة مكسيكو»              | 4 مايو 2014        |
| يسافر بورداين إلى مدينة مكسيكو وولاية واهاكا وكويرنافاكا للتواصل مع السكان المحليين الذين يعبرون عن شغفهم من خلال الطعام والفن والنضال من أجل تحسين نوعية الحياة. يتحدث بورداين مع الصحفية أنابل هرنانديز حول تأثير العنف المرتبط بتجارة المخدرات وكيف تؤثر على نوعية الحياة المحلية. |              |                             |                    |
| 23 | 6            | «روسيا»                     | 11 مايو 2014       |
| عشية الألعاب الأولمبية في سوتشي، يقوم بورداين بأول رحلة له إلى روسيا منذ ما يقرب من 10 سنوات، برفقة شريكه في السفر منذ فترة طويلة زامير جوتا. بالنظر من خلال عدسة بوتين التي تسيطر عليها روسيا الآن، يمنح بورداين شخصيات محلية بارزة، ويزور فندق متروبول التاريخي في موسكو، بالقطار السريع إلى سانت بطرسبرغ، ويستكشف مشهد الشرب وتناول الطعام. أحد "المحليين البارزين" الذين انتقدوا بوتين في البرنامج السياسي المعارض بوريس نيمتسوف، الذي اغتيل في فبراير 2015.                       |              |                             |                    |
| 24 | 7            | «مسيسيبي دلتا»              | 18 مايو 2014       |
| يخرج بورداين عن المسار المألوف ويستكشف بعض الأطعمة وتاريخ مسيسيبي بما في ذلك نزل بيج آبل في وسط المدينة جاكسون، والمعروف بـ ساندويتش أذن الخنزير وكمركز النشاط خلال حركة الحقوق المدنية، ثم يسافر إلى مسيسيبي دلتا إلى نادي بو مونكيز الإجتماعي، وهو مفصل جوك يقع في هيكل مزارعة قديمة. |              |                             |                    |
| 25 | 8            | «تايلاند»                   | 1 يونيو 2014       |
| يتوجه بورداين وطاقمه إلى محافظة تشيانغ مي في شمال تايلاند جنبًا إلى جنب مع رئيس الطهاة الشهير واختصاصي الطعام التايلاندي آندي ريكر (مطاعم بوك بوك) لاستكشاف الأكل المميز للبلد ومشهد الشرب الذي يختلف حسب المنطقة والموسم. |              |                             |                    |
| 26 | 9            | «باهيا، البرازيل»           | 8 يونيو 2014       |
| يقوم موقع أماكن غير معروفة بجولات في باهيا، والمعروفة باسم القلب الأفريقي للبرازيل والمعروفة دوليًا بموسيقاها الأفروبرازيلية وفنها وتصميمها وطعامها. يتم تقديم نظرة على الرقص / فنون الدفاع عن النفس في كابويرا، بائعي المواد الغذائية الأسطوريين في المنطقة، وأحياء الصيد السالفادور، وحفل شواء على الشاطئ. |              |                             |                    |

### الموسم 4 (2014)
بُثَّ الموسم الرابع من سبتمبر إلى ديسمبر 2014.
| ر. الإجمالي | ر. في الموسم | العنوان                     | تاريخ العرض الأصلي |
| --- | ------------ | --------------------------- | ------------------ |
| 27 | 1            | «برايم كاتز: الموسم الثالث» | 28 سبتمبر 2014     |
| عرض استعادي للموسم الثالث ومعاينة الموسم الرابع. |              |                             |                    |
| 28 | 2            | «شنغهاي»                    | 28 سبتمبر 2014     |
| في العرض الأول للموسم الرابع لبرنامج أنتوني بورداين: أماكن غير معروفة، زار أنتوني شنغهاي، وشاهد عن كثب آثار اقتصاد الصين المزدهر على الأمة الشاسعة. يستكشف جوانب من التاريخ والثقافة الصينية التي لا تزال تتردد حتى اليوم وسط الأضواء الساطعة للمدينة الحديثة والوضع الجديد الذي تم سكه كحجر زاوية للرأسمالية في الصين. وبطريقة بوردان الحقيقية، يبحث عن أفضل طعام الشارع. توني تحطم حفل زفاف. |              |                             |                    |
| 29 | 3            | «ذا برونكس»                 | 5 أكتوبر 2014      |
| يستكشف أنتوني بورداين التنوع الثقافي الغني والتنوع الفريد من المأكولات التي تقدمها برونكس. من دور برونكس في ولادة موسيقى الهيب هوب إلى المقويات الجامايكية التقليدية إلى أجزاء الخنازير المقلية، يكتشف توني الطاقة والحيوية والإيقاع في هذه البلدة التي غالبًا ما يتم تجاهلها في نيويورك. |              |                             |                    |
| 30 | 4            | «باراغواي»                  | 12 أكتوبر 2014     |
| بلد في أمريكا الجنوبية يبلغ تعداد سكانه 6 ملايين نسمة، معظم أراضي باراغواي الحبيسة التي لا تطل على سواحل شديدة الحرارة عبارة عن تضاريس غابات أو صحراء تُعرف باسم تشاكو. كما أنه يحمل لغز عائلة بورداين. |              |                             |                    |
| 31 | 5            | «فيتنام»                    | 19 أكتوبر 2014     |
| يزور بورداين العاصمة الإمبراطورية الفيتنامية السابقة هوي في فيتنام الوسطى، العاصمة الروحية والثقافية والطهي للأمة، حيث يجرب التخصصات المحلية مثل بون بو هواي، وكوم هان (محار مع أرز مغطى بمرق البطلينوس وقشور لحم الخنزير)، بانه بيو و بانه بوت لوك (كفرة كعك دقيق مغطى بالمقلاة - روبيان مقلي، بطن لحم الخنزير، بصل أخضر) عند الباعة والمطاعم. زار دونغ بو ماركت، منزل فنان محلي أخذ عينات من مطبخ البلاط الإمبراطوري الفيتنامي، وقرية صيد محلية، والشيوعي أنفاق خليج موك شمال منطقة فيتنام منزوعة السلاح. أنتوني يعيد النظر في 1968 هجوم تيت، بما في ذلك معركة هوي ومجزرة هوي، حيث قتل 3000 مدني من قبل فيت كونغ. |              |                             |                    |
| 32 | 6            | «تنزانيا»                   | 26 أكتوبر 2014     |
| بعد مغادرته لأفريقيا التي عرفناها في الأخبار - مليئة بالفساد والفقر والصراع - يحتضن توني القارة الجامحة والغموض والمغامرة والغريبة خلال زيارة إلى تنزانيا. |              |                             |                    |
| 33 | 7            | «إيران»                     | 2 نوفمبر 2014      |
| يسلط بورداين الضوء على كيفية تواجد الإيرانيين داخل نظام حكومي قمعي. يزور أصفهان وطهران ويتوقف عند منزلين خاصين للطبخ الفارسي التقليدي. تنتهي الحلقة بمشهد من الحياة الليلية في شمال طهران. تدور أحداث هذه الحلقة حول جيسون رضائيان وزوجته والصحفية يغانه صالحي قبل أن تعتقلهما السلطات الإيرانية عام 2014. |              |                             |                    |
| 34 | 8            | «ماساتشوستس»                | 9 نوفمبر 2014      |
| يزور بورداين بروفينستاون في كيب كود ويتذكر الوقت الذي قضاه هناك عندما كان شابًا. ثم يسافر إلى مقاطعة فرانكلين في غرب ولاية ماساتشوستس لاستكشاف وباء الهيروين في المنطقة. |              |                             |                    |
| 35 | 9            | «جاميكا»                    | 16 نوفمبر 2014     |
| يزور بوردان مدينة بورت أنطونيو الساحلية ويلتقي مع رجل الأعمال الملياردير مايكل لي تشين وشريكه التجاري جون بيكر، الذين يحاولون زيادة السياحة إلى المنطقة. ثم قام بزيارة غولدنآي، جيمس بوند منزل الروائي إيان فلمنغ، والقريب من شاطئ جيمس بوند، وتناول العشاء مع مالك غولدنآي الحالي، الأسطوري منتج الموسيقى كريس بلاكويل. كما أنه يلتقي بالعديد من السكان المحليين، ويستمتع بالأطباق المحلية مثل دجاج النرجس، وكاري ماعز وأكي وسمك البحر، أثناء مناقشة التوترات بين الأغنياء والفقراء، والسياح والسكان المحليين، على الجزيرة. أجزاء من الحلقة لها موسيقى تصويرية تذكرنا بأفلام جيمس بوند في الستينيات.               |              |                             |                    |

## روابط خارجية
- الموقع الرسمي
- أنتوني بورداين: أماكن غير معروفة  في قاعدة بيانات الأفلام على الإنترنت (بالإنجليزية)